# Force aérienne de la République du Mali
La Force aérienne de la République du Mali, tradotto dalla lingua francese Forza aerea del Mali, è l'attuale aeronautica militare del Mali e parte integrante, assieme all'esercito del Mali, delle forze armate del Mali.

## Storia
L'Armée de l'Air du Mali è stata fondata nel 1961 con l'aiuto militare francese, che fornirono un monomotore MH.1521 Broussard seguito da due aerei da trasporto C-47, seguiti dal 1962 da quattro biplani da trasporto Antonov An-2 Colt e quattro elicotteri leggeri Mi-4 ricevuti con l'inizio dell'assistenza sovietica. 
A metà degli anni sessanta i sovietici consegnarono cinque caccia MIG-17F e un addestratore MIG 15UTI per equipaggiare una squadriglia a Bamako-Sénou, inizialmente con piloti sovietici. Due aerei da trasporto Ilyushin Il-14 e un elicottero Mil Mi-8 sono stati consegnati nel 1971 seguiti da due aerei da trasporto Antonov An-24.
Negli anni settanta sono stati consegnati i primi 12 caccia MiG-21MF e due addestratori MIG 21UM. Nel 1976 è stato acquisito un aereo da trasporto Antonov An-26, mentre un secondo è stato consegnato nel 1983. Sempre nel 1983 sono stati consegnati per la formazione di una scuola piloti, sei addestratori Aero L-29.
Nel giugno 2015 il governo del Mali ha ordinato sei aeromobili Super Tucano da l'attacco leggero alla società brasiliana Embraer.

## Aeromobili in uso
Sezione aggiornata annualmente in base al World Air Force di Flightglobal del corrente anno. Tale dossier non contempla UAV, aerei da trasporto VIP ed eventuali incidenti accorsi durante l'anno della sua pubblicazione. Modifiche giornaliere o mensili che potrebbero portare a discordanze nel tipo di modelli in servizio e nel loro numero rispetto a WAF, vengono apportate in base a siti specializzati, periodici mensili e bimestrali. Tali modifiche vengono apportate onde rendere quanto più aggiornata la tabella.
| Aeromobile                           | Origine        | Tipo                                           | Versione (denominazione locale) | In servizio (2024) | Note | Immagine |
| Aerei da combattimento               |                |                                                |                                 |                    | |          |
| Embraer A-29 Super Tucano            | Brasile        | COIN                                           | A-29B                           | 3                  | 6 velivoli ordinati a giugno 2015 con consegne entro il 2018. Commessa ridotta a 4 velivoli, tutti consegnati entro il settembre 2018. Uno dei quattro esemplari consegnati è stato perso il 7 aprile 2020. |          |
| Sukhoi Su-25 Frogfoot                | Russia         | aereo d'attacco al suolo                       | Su-25                           | 6                  | 2 Su-25 di seconda mano ricevuti dalla Russia il 9 agosto 2022. Dopo appena due mesi dalla consegna, uno dei due esemplari è stato perso in un incidente il 4 ottobre 2022. Un ulteriore esemplare è stato consegnato il 19 gennaio 2023. Secondo altre fonti, in totale sarebbero 7 gli esemplari consegnati. |          |
| Aerei per impieghi speciali          |                |                                                |                                 |                    | |          |
| Humbert Tétras                       | Francia        | aereo da ricognizione                          | Tétras M                        | 14                 | 14 Tétras-M consegnati. |          |
| Cessna 208 Caravan                   | Stati Uniti    | ISR                                            | C208 ISR                        | 1                  | 1 Cessna C-208 ISR donato dall'Unione europea ad aprile 2019, e configurato per l'intelligence, la sorveglianza e la ricognizione (ISR). |          |
| Aeromobili a pilotaggio remoto - UAV |                |                                                |                                 |                    | |          |
| Baykar Bayraktar Akinci              | Turchia        | UAV                                            | Akinci-A                        | 1                  | Almeno 2 Akinci-A risultavano consegnati al 26 novembre 2024. Un esemplare è stato abbattuto il 1 aprile 2005 dopo aver violato lo spazio aereo algerino. |          |
| Bayraktar TB2                        | Turchia        | UAV                                            | TB2                             | 14                 | 3 TB2 consegnati a dicembre 2022. Ulteriori 3 TB2 consegnati ed entrati in servizio il 16 marzo 2023. Ulteriori 5 TB2 ricevuti il 4 gennaio 2024. Dalle foto pubblicate su quest'ultima consegna, un TB2 mostrava il seriale TZ-17D, quindi visto che i primi esemplari consegnati mostravano seriali che andavano da TZ-01D a TZ-06D, si può dedurre che l'ultima cerimonia di ricevimento abbia portato a 17 il numero di esemplari consegnati. La consegna di questi cinque nuovi esemplari ripiana le perdite di almeno tre esemplari, due dei quali abbattuti e uno perso in un incidente. |          |
| Aerei da trasporto                   |                |                                                |                                 |                    | |          |
| CASA C-295                           | Spagna         | aereo da trasporto                             | C-295W                          | 2                  | 1 consegnato a dicembre 2016. Un secondo ordinato a dicembre 2020. Il secondo esemplare è stato consegnato il 31 maggio 2022. |          |
| Harbin Y-12 Turbo Panda              | Cina           | aereo da trasporto leggero                     | Y-12-200                        | 2                  | 2 ordinati e consegnati ad ottobre 2017. |          |
| Basler BT-67 Turbo Dakota            | Stati Uniti    | Aereo da trasporto                             | BT-67                           | 1                  | 1 BT-67 consegnato. |          |
| Cessna O-2 Skymaster                 | Stati Uniti    | Aereo da trasporto                             | O-2B                            | 2                  | |          |
| Antonov An-26 Curl                   | Ucraina        | Aereo da trasporto                             | An-26                           | 1                  | |          |
| Antonov An-28 Cash                   | Ucraina        | Aereo da trasporto                             | An-28                           | 1                  | |          |
| Aerei da addestramento               |                |                                                |                                 |                    | |          |
| Aero L-39 Albatros                   | Rep. Ceca      | aereo da addestramento aereo d'attacco leggero | L-39C/ZA                        | 12                 | 4 L-39ZA di seconda mano ricevuti dalla Russia il 9 agosto 2022. Ulteriori 5 consegnati il 19 gennaio 2023. Sono utilizzati anche per missioni di attacco al suolo, controllo dei confini e ricognizione. Ulteriori 4 L-39C ricevuti ed entrati in servizio il 16 marzo 2023. Secondo altre fonti, sarebbero 17 gli esemplari consegnati. |          |
| Aermacchi SF-260                     | Italia         | aereo da addestramento                         | SF-260A                         | 1                  | 1 SF-260A consegnato. |          |
| Elicotteri                           |                |                                                |                                 |                    | |          |
| Airbus H215 Super Puma               | Unione europea | elicottero multiruolo                          | H215                            | 2                  | 2 H215 consegnati. |          |
| Harbin Z-9 Haitun                    | Cina           | elicottero medio                               | Z-9                             | 1                  | 2 consegnati. |          |
| Mil Mi-17 Hip                        | Russia         | elicottero da trasporto medio                  | Mi-17V-5Mi-171ShMi-8            | 2                  | 2 Mi-17V-5 e 2 Mi-171Sh ordinati a dicembre 2020 ed entrati in servizio il 26 novembre 2021. 2 Mi-8 consegnati il 19 gennaio 2023. Secondo altre fonti, sarebbero 9 in totale i Mi-8 consegnati. |          |
| Mil Mi-24 Hind                       | Russia         | Elicottero d'attacco                           | Mi-24DMi-24PMi-35M              | 34                 | 4 Mi-24D consegnati. 4 Mi-35M ordinati nel 2016, 2 dei quali consegnati nel 2017 e 2 a gennaio 2021. 2 Mi-24P di seconda mano consegnati a marzo 2022. Un ulteriore Mi-24P di seconda mano ricevuto dalla Russia il 9 agosto 2022. Un Mi-24D è stato perso in un incidente il 22 aprile 2023. |          |

## Aeromobili ritirati
- Mikoyan-Gurevich MiG-21MF Fishbed - 12 esemplari (1977-2019)[10][4][23]
- Mikoyan-Gurevich MiG-21UM Mongol - 2 esemplari (1977-2019)[10][4][23]
- Mikoyan-Gurevich MiG-17F Fresco - 5 esemplari (?-?)[4]
- Mikoyan-Gurevich MiG-15UTI - 1 esemplare (?-?)[4]
- Aero L-29 Delfin
- Antonov An-26 Curl
- Mil Mi-8 Hip
- Eurocopter AS355 Ecureuil